# Big Star
I Big Star sono un gruppo statunitense indicato come progenitore del power pop.
La loro musica univa le armonie vocali dei Beatles e dei Beach Boys con le melodie e gli arpeggi di chitarra dei Byrds, il tutto filtrato attraverso un'energia rock che, solo a posteriori, i critici e gli storici definiranno come power pop.

## Storia del gruppo
La formazione nasce a Memphis, nel 1971, da un'idea di Alex Chilton (1950–2010), già voce nei Box Tops, e Chris Bell (1951 - 1978).
Esordiscono nel 1972 con #1 Record, disco pubblicato dall'etichetta soul Stax.
L'ingombrante personalità creativa dei due leader porta Bell a lasciare la band nel 1973, subito prima di registrare il secondo disco, Radio City (1974) che, fondandosi sulla scrittura del solo Chilton, denota molte più influenze soul e r'n'b.
Lo scarso successo di pubblico crea un'inevitabile crisi che porta la band - ovvero, Chilton, il bassista Andy Hummell e il batterista Jody Stephens - allo scioglimento. Era il 1975 ed era appena stato registrato un disco che vedrà la luce solo tre anni più tardi, per onorare la prematura scomparsa di Chris Bell, morto nel 1978 in un incidente d'auto. Il disco sarà Third/Sister Lovers e chiude la prima fase della carriera dei Big Star.
Dalla fine degli anni settanta in poi, i Big Star diventano quello che si definisce un gruppo di culto. Moltissime formazioni citano Chilton e Bell tra le influenze della loro musica (ricordiamo i R.E.M., i Replacements, i Posies, i Teenage Fanclub, i Jesus and Mary Chain dei primi due dischi) e l'attenzione degli appassionati verso quei tre dischi dimenticati diventa spinta per un vero e proprio passaparola che fa conoscere, in un circuito pur sempre circoscritto, le canzoni del gruppo.
La band decide quindi di tornare sulle scene nel 1993. Chilton e Stephens decidono di suonare dal vivo accompagnati da Jon Auer e Ken Stringfellow dei Posies. I risultati di questa riunione si possono sentire nel live Columbia: Live at Missouri University. Ma per aspettare un nuovo disco di canzoni devono passare altri dodici anni. Tanti ne distano tra il sopracitato disco e il nuovo In Space. Pubblicato nel 2005 per la Rykodisc con la stessa formazione del 1993. Il 15 settembre 2009 esce la prima raccolta del gruppo Keep an Eye on the Sky, box set di quattro dischi pubblicato dalla Rhino Records.

## Discografia

### Album in studio
- 1972 – #1 Record (Stax)
- 1974 – Radio City (Stax)
- 1978 – Third/Sister Lovers (Rykodisc)
- 2005 – In Space (Rykodisc)

### Album dal vivo
- 1992 – Big Star Live (Rykodisc)
- 1993 – Columbia: Live at Missouri University (Zoo/Volcano)

### Raccolte
- 2009 – Keep an Eye on the Sky (Rhyno)